# Melodifestivalen 1980
Melodifestivalen 1980 var den 20:e upplagan av musiktävlingen Melodifestivalen och samtidigt Sveriges uttagning till Eurovision Song Contest 1980. 
Finalen hölls i Studio 1 i TV-huset i Stockholm den 8 mars 1980, där melodin "Just Nu!", framförd av Tomas Ledin, vann genom att ha fått högst totalpoäng av jurygrupperna. Från den 1 juli 1979 hade Sveriges Radio-TV blivit två nya bolag Sveriges Radio respektive Sveriges Television och det var televisionen som fick ta ansvar för att arrangera festivalen. En stor förändring i urvalet blev det när Svenska Musikförläggarföreningen fick hjälpa till att lyssna igenom alla inkomna bidrag så att urvalsjuryn inte skulle behöva lyssna igenom alltför mycket inför sitt val. Det här året infördes också att man bara hade en kapellmästare som dirigerade samtliga bidrag. Detta blev standard fram till år 2000.
Just nu! fick sedan representera Sverige i ESC 1980 som arrangerades i Haag i Nederländerna den 19 april 1980.

## Tävlingsupplägg[2]
Återigen var tävlingen öppen för alla som var folkbokförda i Sverige (således ej icke-svenska medborgare) att skicka in bidrag till tävlingen. Skillnaden det här året var dock att samtliga bidrag skulle gå genom ett musikförlag anslutet till Svenska musikförläggareföreningen (SMFF). Varje musikförlag hade sedan en kvot på hur många bidrag man fick skicka in till Sveriges Television (som det numera hette) för vidare bedömning, vilket avgjordes genom hur stort förlaget var. Efter detta skickades bidragen till själva tävlingsledningen som tillsatte en urvalsjury. Till tävlingsledningen skickades cirka 120 bidrag som fick lyssnas igenom av en jury som valde ut de tio tävlingsbidragen.
På grund av att bidragen skickades via förlag har man aldrig kunnat ge en exakt siffra på hur många bidrag som skickades in. Svenska musikförläggareföreningens dåvarande ordförande Kristian Sylván gjorde en uppskattning på 2 000–3 000 per år, tillgängliga siffror från Sveriges Television uppskattade 1 000–2 000. Detta är dock en betydligt högre siffra än året innan, då totalt 425 bidrag skickades in.
Kvällspressen hade under pågående finalkväll gjort en publikundersökning där många tillfrågade ansåg att fel låt vann och att Chips, Kenta eller Janne Lucas Persson borde ha vunnit. Kenta var känd för många sedan tidigare från filmen Dom kallar oss mods. Jämfört med 1979 års tävling gick dubbelt så många av bidragen in på Svensktoppen och av dem lyckades Janne Lucas Perssons "Växeln hallå" och Chips "Mycke' mycke' mer" nå förstaplatsen. Tomas Ledin, som vann det här året, fick sin vinst på sitt femte Melodifestivalsförsök.

### Återkommande artister
| Artist                                  | Tidigare år (med placering) (Melodifestivalen) | Tidigare år (med placering) (ESC) |
| --------------------------------------- | ---------------------------------------------- | --------------------------------- |
| Eva Dahlgren                            | 1979 (3:a)                                     | –                                 |
| Kikki Danielsson (Del av Chips)         | 19781 (2:a)                                    | –                                 |
| Lasse Holm (Del av Chips)               | 19782 (2:a)                                    | –                                 |
| Ted Gärdestad (Duett med Annika Boller) | 1973 (4:a), 1975 (7:a), 1979 (1:a)             | 1979 (17:e)                       |
| Tomas Ledin                             | 1972 (8:a), 1977 (5:a), 1978 (4:a), 1979 (2:a) | –                                 |

1 Tävlade tillsammans med Lasse Holm och gruppen Wizex.

2 Tävlade tillsammans med Kikki Danielsson och gruppen Wizex.

## Finalkvällen
Finalen av festivalen 1980 sändes i TV1 den 8 mars 1980 kl. 19.30-21.00 från Studio 1 i TV-huset i Stockholm. Programledare var Bengt Bedrup medan Anders Berglund var kapellmästare. Kören bestod av Anders Glenmark, Karin Glenmark, Rose-Marie Gröning och Lennart Sjöholm. Finalen direktsändes det här året, efter att ha varit förinspelad två år i rad.
Precis som tidigare var det elva regionala jurydistrikt som röstade fram vinnaren. Dessa distrikt representerade elva olika svenska städer, från norr till söder. Varje distrikt bestod av elva personer, där minst hälften skulle vara under 25 år. Varje distrikt gav sedan 12 poäng till sin favoritlåt, 10 poäng till sin tvåa, 8 poäng till sin trea och så vidare till en poäng till den låt de tyckte minst om. Alla finalbidragen fick därför minst ett poäng. Det bidraget med högst totalpoäng blev också den slutgiltiga vinnaren.

### Startlista
| Nr | Artist                        | Låt                        | Upphovsmän (Text & musik)                               |
| -- | ----------------------------- | -------------------------- | ------------------------------------------------------- |
| 1  | Tomas Ledin                   | Just nu!                   | Tomas Ledin (tm)                                        |
| 2  | Paul                          | Tusen sekunder             | Torgny Söderberg (t), Britta Johansson (m)              |
| 3  | Kenta                         | Utan att fråga             | Peter Ström (t), Kenta Gustafsson (m), Bo Rosendahl (m) |
| 4  | Eva Dahlgren                  | Jag ger mig inte           | Eva Dahlgren (tm)                                       |
| 5  | Ted Gärdestad & Annica Boller | Låt solen värma dig        | Kenneth Gärdestad (t), Ted Gärdestad (m)                |
| 6  | Chips                         | Mycke' mycke' mer          | Torgny Söderberg (tm), Lasse Holm (tm)                  |
| 7  | Liza Öhman                    | Hit men inte längre        | Bengt Palmers (tm)                                      |
| 8  | Lasse Lindbom                 | För dina bruna ögons skull | Per Gessle (tm), Mats Persson (m)                       |
| 9  | Janne Lucas Persson           | Växeln hallå               | Gert Lengstrand (t), Lasse Holm (m)                     |
| 10 | Tania                         | Å sjuttiotal               | Torgny Söderberg (tm)                                   |

### Poäng och placeringar
| Nr | Låt                        | Luleå | Falun | Karl- stad | Gbg | Umeå | Örebro | Norr- köping | Malmö | Sunds- vall | Växjö | Stholm | Summa | Plac. |
| -- | -------------------------- | ----- | ----- | ---------- | --- | ---- | ------ | ------------ | ----- | ----------- | ----- | ------ | ----- | ----- |
| 1  | Just nu!                   | 12    | 8     | 10         | 10  | 10   | 12     | 10           | 12    | 12          | 6     | 10     | 112   | 1     |
| 2  | Tusen sekunder             | 2     | 4     | 1          | 2   | 3    | 1      | 2            | 6     | 4           | 4     | 3      | 32    | 9     |
| 3  | Utan att fråga             | 5     | 12    | 6          | 6   | 6    | 8      | 3            | 2     | 3           | 3     | 2      | 56    | 6     |
| 4  | Jag ger mig inte           | 4     | 5     | 3          | 4   | 2    | 6      | 8            | 5     | 2           | 5     | 4      | 48    | 7     |
| 5  | Låt solen värma dig        | 6     | 2     | 12         | 7   | 7    | 3      | 4            | 7     | 6           | 2     | 1      | 57    | 5     |
| 6  | Mycke' mycke' mer          | 8     | 6     | 5          | 5   | 4    | 5      | 12           | 8     | 5           | 10    | 7      | 75    | 4     |
| 7  | Hit men inte längre        | 7     | 10    | 8          | 8   | 8    | 7      | 6            | 10    | 10          | 8     | 12     | 94    | 3     |
| 8  | För dina bruna ögons skull | 1     | 1     | 4          | 3   | 5    | 4      | 1            | 1     | 1           | 1     | 5      | 27    | 10    |
| 9  | Växeln hallå               | 10    | 7     | 7          | 12  | 12   | 10     | 7            | 4     | 7           | 12    | 8      | 96    | 2     |
| 10 | Å sjuttiotal               | 3     | 3     | 2          | 1   | 1    | 2      | 5            | 3     | 8           | 7     | 6      | 41    | 8     |

### Juryuppläsare
- Luleå: Annalena Hedman
- Falun: Anna-Kajsa Vilje
- Karlstad: Ulf Schenkmanis
- Göteborg: Rune Rustman
- Umeå: Fredrik Burgman
- Örebro: Agne Jälevik
- Norrköping: Larz-Thure Ljungdahl
- Malmö: Kåge Gimtell
- Sundsvall: Maritta Selin
- Växjö: Stig Tornehed
- Stockholm: Arne Weise

## Eurovision Song Contest

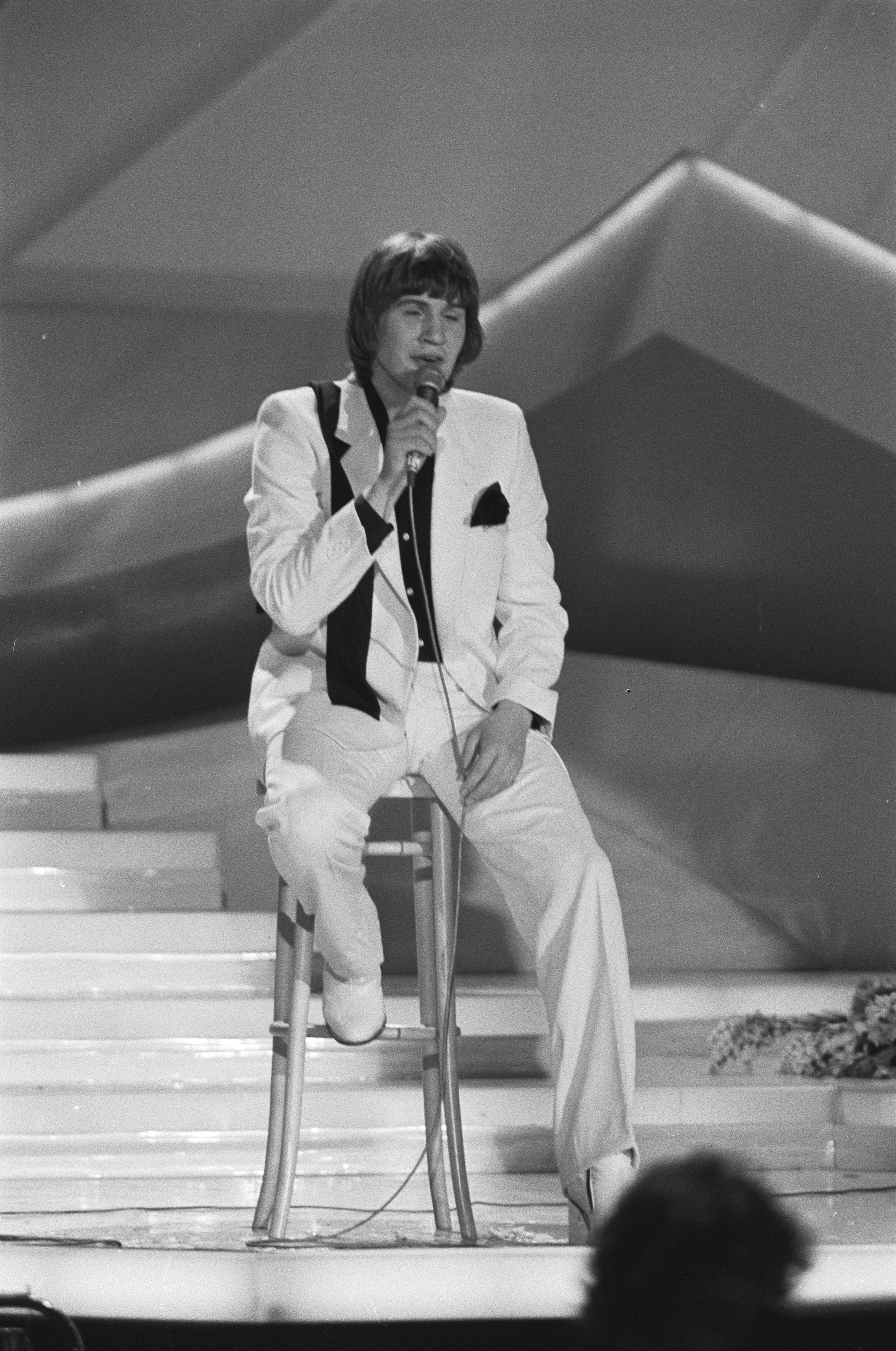
Johnny Logan som tävlade för Irland och som vann det här året.

Föregående års värdland Israel hade vunnit på hemmaplan, men hade inte råd att arrangera igen. EBU lät frågan gå vidare till tvåan och trean Spanien och Frankrike, men även deras tv-bolag avböjde värdskapet. Slutligen tog Nederländerna på sig ansvaret och förlade tävlingen till Haag den 19 april 1980 och till följd av tidsbristen återanvändes stora delar av produktionen från 1976 års tävling.
Det valda datumet krockade emellertid med den israeliska minneshögtiden Yom HaZikaron, vilket fick till följd att fjolårsvinnaren Israel avstod att delta. Även Monaco valde att hoppa av, men Turkiet återkom och Marocko gjorde debut som första afrikanska land någonsin i tävlingen, vilket gjorde att totalt nitton länder deltog.
Sverige tävlade som nummer åtta, och slutade efter juryröstningen på tionde plats med 47 poäng. Vann gjorde istället Irland med 143 poäng, vilket blev deras andra seger i tävlingen. Johnny Logan, som tävlade för Irland, skulle senare under detta decennium bli ESC-historisk. Västtyskland blev tvåa med 128 poäng, följt av Storbritannien på 106 poäng. Allra sist blev Finland med bara sex poäng (varav fem kom från Norge).
Denna festival innehöll flera låtar som förvisso inte vann, men som ändå har blivit klassiker inom Eurovisionen. Luxemburg bidrog med låten Le papa Pingouin där en man utklädd till pingvin vaggade runt på scenen. Danmark representerades av en kvartett i snickarkläder och Belgien hade Eurovisionen som tema i sin melodi. Västtyskland som representerades av Katja Ebstein hade i sitt bidrag med fyra clowner på scenen.